# Kotla
Kotla (deutsch: Kuttlau) ist ein Ort mit 4456 Einwohnern (Stand 31. Dezember 2020) in der Landgemeinde Kotla im Powiat Głogowski der Woiwodschaft Niederschlesien in Polen.

## Geographie
Kotla liegt etwa zehn Kilometer nördlich von Głogów (Glogau) und zwanzig Kilometer südwestlich von Wschowa (Fraustadt).

## Geschichte

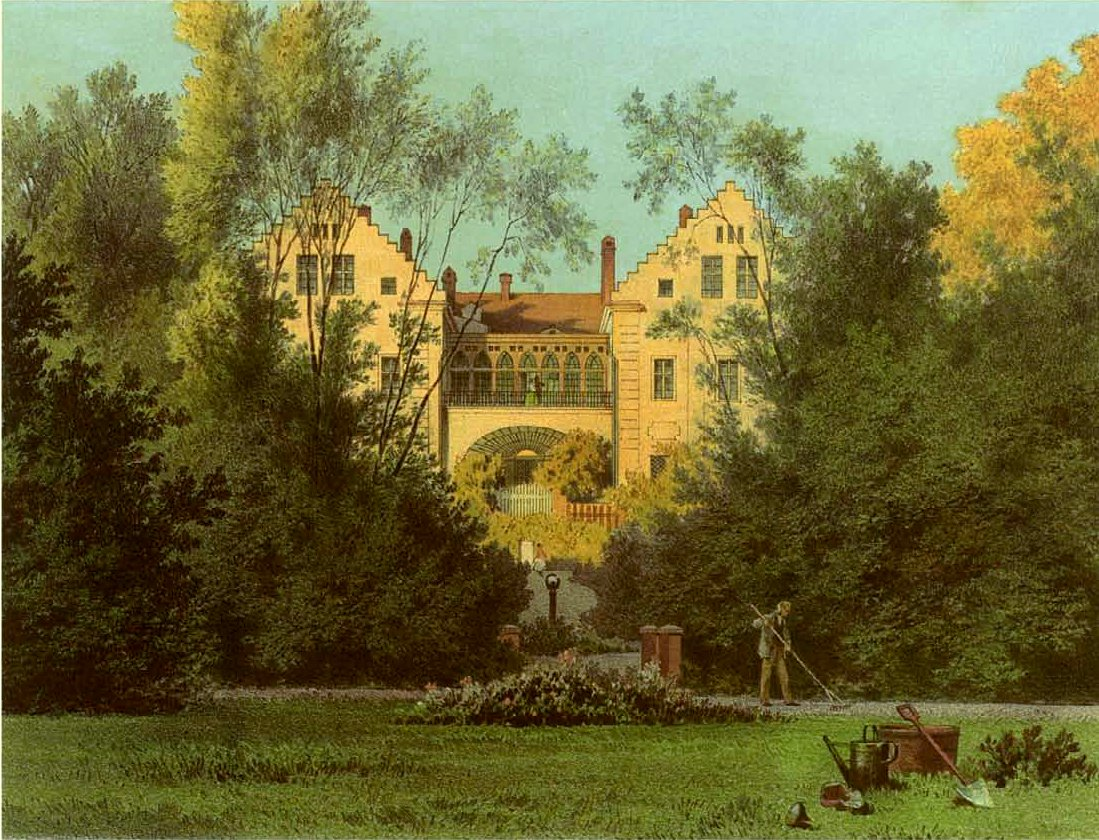
Rittergut Kuttlau um 1860, Sammlung Alexander Duncker

Der Marktflecken Kuttlau gehörte bis 1945 zum Kreis Glogau im Regierungsbezirk Liegnitz der Provinz Niederschlesien des Deutschen Reichs.
Gegen Ende des Zweiten Weltkriegs besetzte im Frühjahr 1945 die Rote Armee die Region. Nach Kriegsende wurde Kuttlau unter polnische Verwaltung gestellt. Die deutsche Ortschaft wurde in Kotla umbenannt. In der Folgezeit wurden die Bewohner von der örtlichen polnischen Verwaltungsbehörde vertrieben und durch Polen ersetzt.

### Einwohnerzahlen
- 1825: 1118, davon 372 Katholiken[1]
- 1846: 1490, davon 994 Evangelische[2]
- 1933: 1484[3]
- 1939: 1448[3]

## Landgemeinde
Zur Landgemeinde Kotla gehören das Dorf selbst und 11 weitere Dörfer mit Schulzenämtern.

## Verkehr
Der Bahnhof Kotla lag an der Bahnstrecke Grodziec Mały–Kolsko.